# スタック・イン・ザ・ミドル・ウィズ・ユー
「スタック・イン・ザ・ミドル・ウィズ・ユー」（Stuck in the Middle with You）は、英国のロックバンド、スティーラーズ・ホイールが1972年に発表した楽曲。

## 概要
作詞作曲はジョー・イーガンとジェリー・ラファティー。録音はロンドンのアップル・スタジオで行われた。リード・ボーカルはジェリー・ラファティーで、ジョー・イーガンがハーモニー・ボーカルをつけている。プロデューサーは ジェリー・リーバーとマイク・ストーラーが務めた。
1972年発売のファースト・アルバム『Stealers Wheel』に収録された。翌1973年4月27日にシングルカットされると、世界各国でヒットした。
本国イギリスでは8位、カナダは2位、ベルギーで6位、オランダで8位、オーストラリアで16位を記録した。アメリカでは1973年5月12日付のビルボード・Hot 100で6位を記録。イージーリスニング・チャートは13位を記録。ビルボードの1973年の年間チャートでも30位を記録した。
ジェリー・ラファティーは1972年から1973年にかけて一時的にグループを脱退していたため、プロモーションビデオではジョー・イーガンが口パクで歌っている。
クエンティン・タランティーノ監督・脚本の1992年の映画『レザボア・ドッグス』に使用されたことで90年代以降さらに広く知られるようになった。ミスター・ブロンド（マイケル・マドセン）は拉致した警官に拷問を加える前にラジオを付ける。K-ビリー（スティーブン・ライト）がDJを務める番組「K-Billy's Super Sounds of the Seventies Weekend」から本作品が流れ、ミスター・ブロンドは警官の耳をそぎ落とす。
シェリル・クロウの「オール・アイ・ワナ・ドゥ」（1993年）のアレンジは本作品を元にしている。